# Плітка (рід)
Плі́тка (Rutilus) — рід риб родини ялецеві (Leuciscidae). Поширені в Європі, в Західній і Північній Азії. Тіло покрите крупною лускою; завдовжки до 30 см, вагою до 300 г, іноді понад 1 кг. Утворює багато підвидів (прісноводні, житлові і напівпрохідні). Живиться рослинами, планктоном, бентосом. Плітка має місцеве промислове значення. Чисельність деяких промислових підвидів (вобла, тараня) помітно зменшується, і вони украй потребують охорони.

## Види
Рід включає 9 видів, котрі населяють прісноводні та рідше солонуватоводні водойми:
- Rutilus caspicus — Вобла
- Rutilus frisii — Вирозуб
- Rutilus heckelii — Тараня
- Rutilus kutum — Кутум
- Rutilus meidingeri
- Rutilus pigus
- Rutilus rutilus — Плітка звичайна
- Rutilus stoumboudae
- Rutilus virgo — Плітка панонська

Частина видів, які раніше зараховувались до роду Rutilus, тепер перенесені до роду Leucos або Sarmarutilus.
В Україні достовірно зустрічаються три види: Плітка звичайна, Вирозуб і Кутум.

## Поширення
Поширена в Європі, в Західній і Північній Азії. Плітка звичайна (Rutilus rutilus) поширена повсюдно, відсутня лише в р. Колимі і азійській частині басейну Тихого океану. Плітка звичайна в Україні водиться в басейні Дніпра, Дунаю, Дністра та інших річок.
Викопні рештки риб роду Rutilus є досить звичайними у матеріалах із місцезнаходжень пізнього міоцену, пліоцену та антропогену України. Найдавніші представники роду відомі з олігоцену Монголії (Rutilus sp. - Ардин Обо, Південно-Східна Гобі) та Іспанії (Rutilus antiquus).

Рештки Rutilus sp. ідентифіковані у матеріалах міоценових місцезнаходжень Австрії (Schernham b. Haag), Німеччини (Howenegg), Казахстану (Тунгурук сор; Зайсанська котловина, Жаман гора), Росії (печера Ая, Кизил-Чин, Морська 2, Ольхон Тагай), Туреччини (Chalikli 132 - K692) та України (Лиса Гора 2, Єгорівка 2, Виноградівка 1, Фрунзівка 2). Ізольовані глоткові зуби Rutilus cf. frisii знайдені в міоцені Казахстану (Голубі піски, Калмакпай, Муратхан, Сарибулак, Туєрик 1 тощо) і Росії (Джилинда) разом з рештками Rutilus tungurukensis Sytchevskaya, 1989.  Із пізнього міоцену Іспанії (Ternal) описаний Rutilus pachecri Gaudant, 1984. Рештки риб роду знайдені у пліоценових відкладах Вірменії (Rutilus oswaldi Bogatchov, 1938 - Dzoraghbyur, Kotayk), Болгарії (Rutilus sp. - Tchelopetchene 1, Anodonta facies), Німеччини (Rutilus cf. rutilus - Willershausen), Нідерландів (Rutilus rutilus - Tegelen) та України (Rutilus cf. rutilus, Rutilus cf. frisii - Кам'янське, Кучурган, Ногайськ, Одеса)

## Розмноження
Статевої зрілості досягає в 3—4 роки. Плодючість до 100 тисяч ікринок. Нерест в квітні — травні. Ікру відкладає на торішню рослинність. Самці відрізняються шлюбним вбранням.

## Рідкісні види

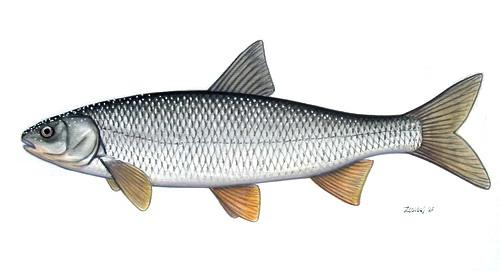
Плітка вирезуб — рідкісний вид роду Rutilus, занесений до ЧКУ

Вид вирозуб занесений до Червоної книги України.